# Chỉ số dòng tiền
Chỉ số dòng tiền (thuật ngữ tiếng Anh: Money flow index, viết tắt MFI) là một bộ dao động trong khoảng từ 0 đến 100. Nó được sử dụng để hiển thị dòng tiền (một xấp xỉ của giá trị tiền mặt trao đổi của một thời kỷ) trong vài thời kỳ.

## Cách tính

### Bước 1: Tính toán giá điển hình
Giá điển hình cho từng thời kỳ là trung bình cộng của giá cao, giá thấp và giá đóng.
{\displaystyle typical\ price={high+low+close \over 3}}

### Bước 2: Tính toán Dòng tiền dương và Dòng tiền âm
Dòng tiền cho một thời kỳ nhất định là giá điển hình nhân với khối lượng trong thời kỳ đó.
{\displaystyle money\ flow=typical\ price\times volume}
Dòng tiền được chia thành dòng tiền dương và dòng tiền âm.
- Dòng tiền dương được tính bằng cách cộng giá điển hình của tất cả những thời kỳ mà giá điển hình là cao hơn so với giá điển hình của thời kỳ trước đó.
- Dòng tiền âm được tính bằng cách cộng giá điển hình của tất cả những thời kỳ mà giá điển hình là thấp hơn so với giá điển hình của thời kỳ trước đó.
- Nếu giá điển hình là không thay đổi thì thời kỳ đó được bỏ đi.

### Bước 3: Tính toán tỷ lệ tiền
Tỷ lệ tiền là tỷ lệ của dòng tiền dương đối với dòng tiền âm.
{\displaystyle money\ ratio={positive\ money\ flow \over negative\ money\ flow}}

### Bước 4: Tính toán chỉ số dòng tiền
{\displaystyle MFI=100-{100 \over 1+money\ ratio}}
Chỉ số dòng tiền có thể được thể hiện tương đương như sau.
{\displaystyle MFI=100\times {positive\ money\ flow \over positive\ moneyflow+negative\ money\ flow}}
Hình thức này cho thấy rõ ràng hơn MFI là một tỷ lệ phần trăm như thế nào.

## Cách sử dụng
MFI được sử dụng để đo "nhiệt tình" của thị trường. Nói cách khác, chỉ số dòng tiền cho thấy một cổ phiếu được trao đổi bao nhiêu. Một giá trị của 80 hoặc nhiều hơn thường được coi là mua quá nhiều, một giá trị của 20 hoặc ít hơn là bán quá nhiều. Phân kỳ giữa MFI và hành động giá cũng được coi là quan trọng, ví dụ nếu giá đi lên nhưng chỉ số MFI đi xuống điều này có thể chỉ ra một điểm yếu báo trước, đó là khả năng đảo chiều.
Cần lưu ý rằng MFI được xây dựng trong một kiểu cách tương tự như chỉ số sức mạnh tương đối (RSI). Cả hai xem những thời kỳ lên so với tổng số các thời kỳ lên và xuống, nhưng thang đo, tức là những gì được tích lũy trong những thời kỳ này, là khối lượng (hoặc khối lượng xấp xỉ bằng tiền) đối với MFI, như trái ngược với các số lượng thay đổi giá đối với RSI.

## Các chỉ báo tương tự
Các chỉ báo giá × khối lượng khác:
- Khối lượng cân bằng
- Xu hướng giá và khối lượng
- Chỉ số tích lũy/phân phối